# Clarence Munyai
Clarence Munyai (Johannesburg, 20 febbraio 1998) è un velocista sudafricano, primatista sudafricano sui 200 metri piani con 19"69, tempo fatto segnare nel 2018 a Pretoria che è anche l'undicesimo tempo di sempre sulla distanza, ad appena un centesimo dal record africano di Frank Fredericks.

## Biografia
Appena sedicenne rappresentò il Sudafrica ai Giochi olimpici estivi di Rio de Janeiro 2016, dove corse, con il tempo di 20"66, nella specialità dei 200 metri piani, e venne eliminato con il terzo posto in batteria.

## Record nazionali
Seniores
- 200 metri piani: 19"69 (-0,5 m/s) ( Pretoria, 16 marzo 2018)
- Staffetta 4×100 metri: 37"65 ( Doha, 4 ottobre 2019)  (Thando Dlodlo, Simon Magakwe, Clarence Munyai, Akani Simbine)

## Palmarès
| Anno | Manifestazione      | Sede           | Evento      | Risultato  | Prestazione | Note                                     |
| ---- | ------------------- | -------------- | ----------- | ---------- | ----------- | ---------------------------------------- |
| 2016 | Campionati africani | Durban         | 200 m piani | Finale     | dns         |                                          |
| 2016 | Campionati africani | Durban         | 4×100 m     | Oro        | 40"04       | [ 1 ]                                    |
| 2016 | Mondiali U20        | Bydgoszcz      | 200 m piani | 4º         | 20"77       |                                          |
| 2016 | Giochi olimpici     | Rio de Janeiro | 200 m piani | Batteria   | 20"66       |                                          |
| 2017 | Mondiali            | Londra         | 200 m piani | Batteria   | dq          |                                          |
| 2018 | Commonwealth        | Gold Coast     | 200 m piani | 4º         | 20"58       |                                          |
| 2019 | Mondiali            | Doha           | 200 m piani | Semifinale | 20"55       | Miglior prestazione personale stagionale |
| 2019 | Mondiali            | Doha           | 4×100 m     | 5º         | 37"73       |                                          |
| 2021 | World Relays        | Chorzów        | 4×100 m     | dq         | 38"71       | [ 2 ]                                    |
| 2021 | Giochi olimpici     | Tokyo          | 200 m piani | Semifinale | 20"49       | Miglior prestazione personale stagionale |
| 2021 | Giochi olimpici     | Tokyo          | 4×100 m     | Batteria   | dnf         |                                          |
| 2022 | Campionati africani | Saint Pierre   | 200 m piani | Bronzo     | 20"69       | w                                        |
| 2022 | Mondiali            | Eugene         | 100 m piani | Batteria   | 10"47       |                                          |
| 2022 | Mondiali            | Eugene         | 4×100 m     | 6º         | 38"10       | Miglior prestazione personale stagionale |
| 2023 | Mondiali            | Budapest       | 4x100 m     | Finale     | dnf         |                                          |
| 2024 | World Relays        | Nassau         | 4×100 m     | Batteria   | 38"83       |                                          |